# Organization of Nematologists of Tropical America
Organization of Nematologists of Tropical America (ONTA, hiszp. Organización de Nematólogos de los Trópicos Americanos) – międzynarodowe stowarzyszenie nematologiczne.
ONTA to naukowa organizacja non-profit zrzeszająca badaczy nicieni. Założona została w 1967 roku przez grupę nematologów z krajów tropikalnych i subtropikalnych, którzy spotkali się na pierwszym sympozjum nematologii tropikalnej w Agricultural Experiment Station University of Puerto Rico w Rio Piedras. Początkowym jej celem była wymiana informacji między badaczami z Ameryki Łacińskiej i Stanów Zjednoczonych, zwłaszcza na temat nicieni fitopatogennych. We wstępnym spotkaniu uczestniczyli Alejandro Ayala, Jess J. Roman, R. Chevres-Roman, L. F. Martorell, R. Barriga Olivares, G. Blair, J. E. Edmunds, J. A. Winchester i A. C. Tarjan. Obecnie stowarzyszenie to zrzesza ponad 300 członków na całym świecie, w tym wielu naukowców uniwersyteckich.
Przy organizacji działa fundacja ONTA Foundation Inc., odpowiedzialna za pozyskiwanie darowizn na cele związane z badaniami nematologicznymi. Stowarzyszenie wydaje czasopismo naukowe Nematropica.
ONTA jest członkiem International Federation of Nematology Societies.